# Maria Garcia Sanchis
|  | «María García» redirigeix aquí. Vegeu-ne altres significats a «María García». |

Maria Garcia Sanchis (l’Olleria, País Valencià, 1881 - Manacor, Mallorca, 5 de setembre de 1936) Va ser una teixidora i miliciana valenciana, que formà part de Les Cinc de Mallorca.Era també espiritista i anarquista.
Teixidora d’ofici, autodidacta i àvida lectora, de fermes conviccions espirituals, compromesa amb l’anarquisme i gran oradora, Garcia Sanchís, que ja havia participat en la campanya a les eleccions municipals catalanes de 1934, en un míting femení que tingué lloc al Teatre Principal, es va allistar a les Milícies Femenines Antifeixistes que dirigia la seva companya del PSUC Gavina Viana, en els primers temps del conflicte bèl·lic de 1936.
El 16 d’agost de 1936, la Maria i les seves companyes milicianes del batalló femení varen fer cap a Mallorca des del port de Barcelona amb la columna del comandant Antonio Calero. Després de vint dies de lluita, ella i quatre de les seves companyes varen ser capturades, torturades i executades a Manacor el 5 de setembre de 1936. Va ser una de les cinc milicianes de l'expedició de l'exèrcit republicà comandada pel capità Alberto Bayo que foren executades a Mallorca per les tropes franquistes que dirigia el feixista italià Comte Rossi i que passarien a la història amb el nom de Les Cinc de Mallorca. Mallorca va ser un dels primers llocs on les lluitadores antifeixistes entraren en combat en la Guerra Civil.

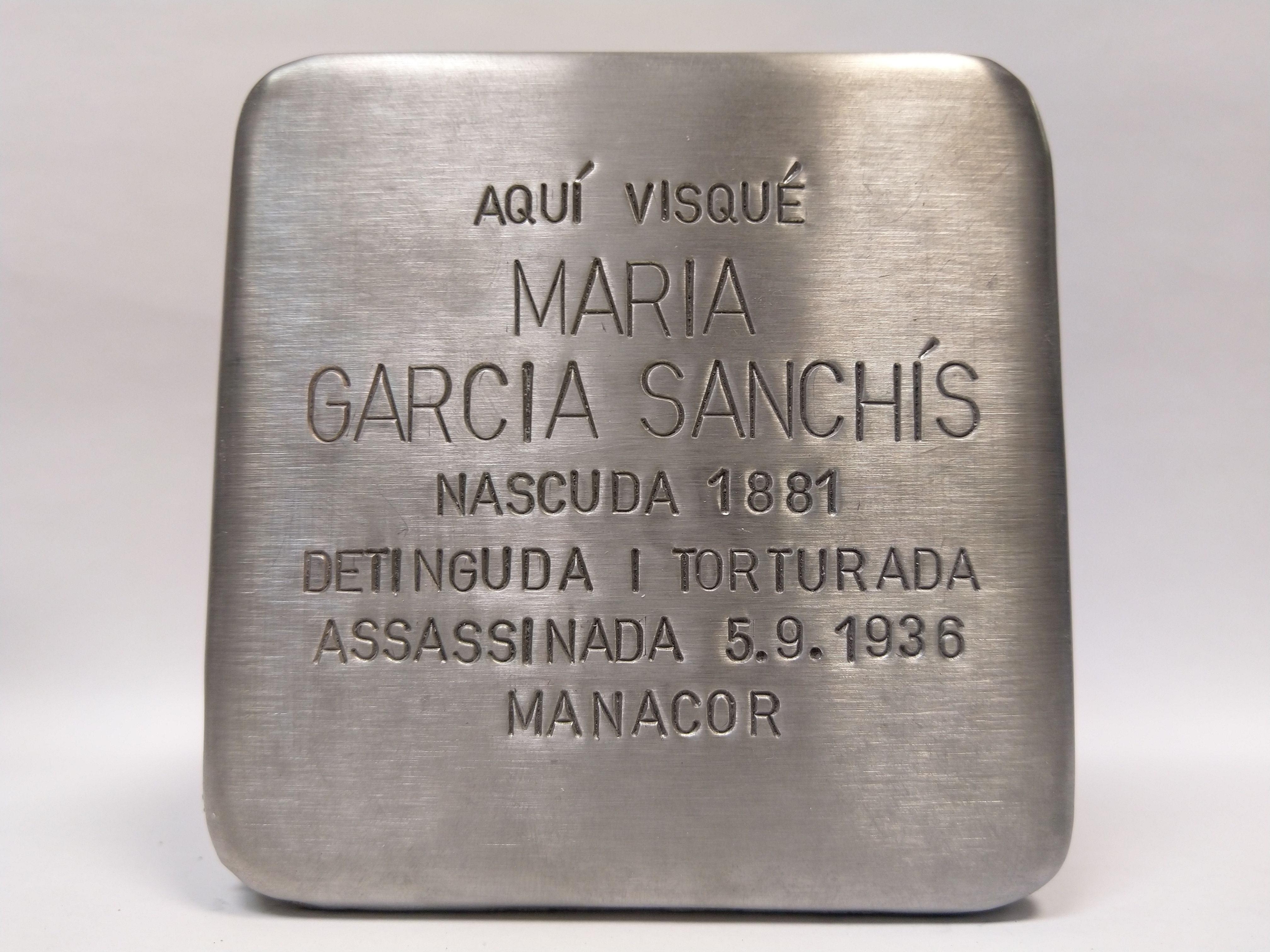
Llamborda en homenatge a Maria Garcia. El retrat de Maria Garcia Sanchis, fet a Barcelona, anys 1920-1930, és d'autor desconegut i pertany a l'Arxiu familiar de Josefa Gil Espejo.

El 27 de març de 2022, Sabadell va col·locar una stolpersteine d'acer a nom seu al barri de Can Rull, concretament al c. de Gustavo Adolfo Bécquer, 62, a les portes de la que fou residència de la Maria i la seva família a partir de l'any 1935 (aleshores la casa tenia el número 25), on hi tenia un teler manual i una bobinadora en una cobert del pati. A casa seva convivia amb el seu marit, Agustí Alonso Castells, que es dedicava al comerç del gènere de punt, el seu fill Floreal, mecànic d'ofici, i la seva íntima amiga Josefa Villa Paniagua, que també participava en el negoci familiar del gènere de punt. S'ha convertit, així, en la primera dona amb una d'aquestes llambordes a la cocapital vallesana, a Catalunya i a la resta de la península Ibèrica. La llamborda s'exposà dies abans al Museu d'Història de Sabadell, juntament amb l'exposició sobre la mestra Joaquima Torres i Oriol.